# Misión Kemmerer
Misión Kemmerer es el nombre dado a una comisión de expertos que hizo propuestas de reformas fiscales y monetarias a varios gobiernos, principalmente en Latinoamérica, entre 1919 y 1931. Dichas «misiones» fueron lideradas por el economista estadounidense Edwin Walter Kemmerer, que fue contratado por varios gobiernos hispanoamericanos con el fin de mantener su estabilidad económica.

## Países donde se realizó
| País      | Año(s)     | Notas |
| --------- | ---------- | --- |
| Filipinas | 1904- 1906 | Parte de la Comisión Estados Unidos-Filipinas. Ayudó a establecer un sistema basado en el patrón oro. |
| México    | 1917       | Asesoró a la Comisión de Reorganización Administrativa y Financiera. |
| Guatemala | 1919       | Actuó como consejero del gobierno. Creación del Banco Central de Guatemala. |
| Colombia  | 1923       | Asesoró al gobierno de Pedro Nel Ospina. Fruto de su gestión son la creación de la Contraloría General de la República, de la Superintendencia Bancaria y del Banco de la República. |
| Chile     | 1925       | Asesoró al gobierno de Arturo Alessandri Palma. Sus propuestas se vieron materializadas en el Banco Central de Chile, la Superintendencia de Bancos y la Contraloría General de la República. Siendo de gran ayuda al país después de las grandes catástrofes económicas.                         |
| Ecuador   | 1926       | Asesoró a la administración de Isidro Ayora, quien creó el Banco Central, la Superintendencia de Bancos, la Contraloría General de la República y otras instituciones. |
| Bolivia   | 1927       | Asesoró al gobierno de Hernando Siles. A la luz de sus recomendaciones se creó el Banco Central sobre la base de la reorganización del Banco de la Nación Boliviana y la Contraloría General de la República. Promovió se dicten: Ley General de Bancos y la Ley Monetaria (11 de julio de 1928). |
| Perú      | 1931       | Asesoró al gobierno peruano de Sánchez Cerro. Fruto de sus recomendaciones se creó el Banco Central de Reserva y la Superintendencia de Banca. |

## Historia por país

### Colombia

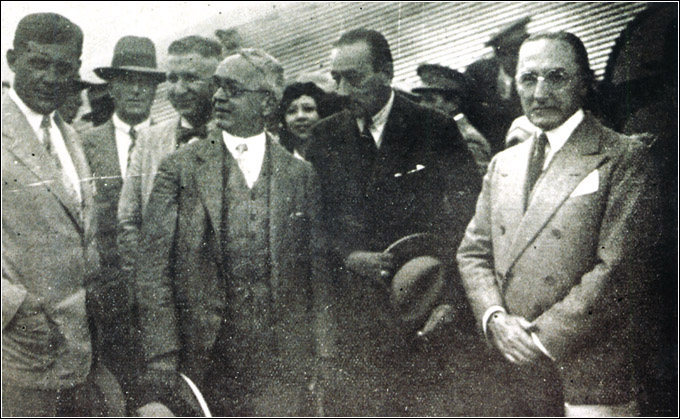
Miembros de la Misión Kemmerer

En el gobierno de Pedro Nel Ospina, el economista estadounidense Edwin Walter Kemmerer lideró un grupo de expertos contratados por el gobierno colombiano para el estudio de la economía colombiana, planteando reformas para el crecimiento de esta misma. La misión llegó el 10 de marzo de 1923 por la gestión del embajador Enrique Olaya y recomendación del secretario de Estado estadounidense Frank Billings Kellogg.
Luego de varias reuniones con empresarios y banqueros, la misión sugirió varias estrategias económicas que el gobierno convirtió en leyes de la república.

### Chile
La Misión Kemmerer arribó a Chile entre julio y octubre de 1925. Estuvo compuesta por Howard Jefferson, Harley Lutz, Joseph Byrne, William Renvick, Hernry West y Frank Fetter.
Sus principales propuestas fueron la necesidad de establecer el patrón oro, la creación de una Superintendencia de Bancos y del Banco Central, la elaboración de una ley basada en el modelo norteamericano de la Reserva Federal, y el establecimiento de un monopolio en la emisión de billetes convertibles en metal a cargo de la nueva entidad bancaria.
Kemmerer propuso la autonomía del Banco Central para evitar que este fuese controlado por el Gobierno y por los bancos comerciales. A partir de lo anterior decidió componer un directorio de diez miembros: tres nombrados por el Presidente de la República, dos representantes de los bancos nacionales, uno de los bancos extranjeros, uno de los accionistas generales, uno de la Sociedad Nacional de Agricultura y la SOFOFA, uno de la Cámara Central de Comercio y la Asociación de Productores de Salitre, y finalmente uno de las Asociaciones Obreras.

### Perú
En 1930, durante la Junta de Gobierno que presidía en ese entonces Luis Miguel Sánchez Cerro, el Ministro de Hacienda, Manuel Augusto Olaechea, propuso el arribo de la Misión Kemmerer para cooperar en la reforma bancaria y monetaria del país.
Entre las propuestas dadas por la misión para abril de 1931 se encontraban las siguientes:
1. Proyecto de Ley de impuestos sobre la renta.
2. Proyecto de reorganización de la Contraloría General de la República.
3. Proyecto de Ley general de Bancos.
4. Proyecto de Ley para establecer una contribución predial por los concejos provinciales y distritales.
5. Proyecto de Ley de creación del Banco Central de Reserva del Perú.
6. Proyecto de Ley de aduanas.
7. Un Informe sobre el crédito público.
8. Proyecto de Ley orgánica de Presupuesto.
9. Proyecto de Ley de reorganización de la Tesorería Nacional.
10. Proyecto de Ley de reforma monetaria, y
11. Un Informe sobre la política tributaria del Perú.

De todas ellas, la Junta de Gobierno sólo eligió tres para su realización: La creación del Banco Central de Reserva; la ley general de Bancos (que estableció la Superintendencia de Bancos); y la ley de reforma monetaria (que restableció temporalmente el patrón oro pero que, por la crisis mundial, tuvo que ser finalmente retirado de circulación en 1932).

### Ecuador
El 23 de junio de 1925, un mes antes de la Revolución Juliana y derrocamiento del presidente Gonzalo Córdova, un grupo de comerciantes y banqueros guayaquileños enviaron una carta al mandatario donde pedían la contratación del profesor Edwin Walter Kemmerer; el objetivo era conseguir una asesoría técnica para restablecer la situación monetaria en el país. Se llegó a un acuerdo y Kemmerer arribó al país en octubre de 1926 junto a una comisión de cinco miembros, esta estuvo compuesta por Oliver Lockhart, Joseph Bryne, Howard Jefferson, R.H Vorfeld, B.B Milner y Frank Fetter. El reordenamiento financiero impulsado por la Misión Kemmerer, llevó a la adopción de un manejo deflacionista para establecer la ansiada estabilidad monetaria. Las reformas propuestas por la comisión buscaban la modernización y fortalecimiento de las instituciones públicas, así como una renovación del sistema bancario y monetario. Entre las instituciones creadas en el Ecuador a partir de las recomendaciones de Kemmerer están:
1. Banco Central del Ecuador.
2. Superintendencia de Bancos.
3. Contraloría General del Estado.
4. Caja de Pensiones.
5. Banco Hipotecario.
6. Dirección General de Aduanas.
7. Dirección General del Tesoro.
8. Dirección General de Ingresos.
9. Dirección General de Presupuestos.
10. Dirección General de Obras Públicas.

Cabe recalcar que la Misión Kemmerer también participó en la creación de varias leyes financieras sobre impuestos internos, moneda, bancos, aduanas, etc.; y el arreglo de la deuda interna y la reanudación del pago de la deuda externa.